# Antal Szabina
Antal Szabina (Győr, 1986. augusztus 20.–) Radnóti-díjas magyar versmondó. 

## Életútja
A győri Révai Gimnáziumban érettségizett. 

## Díjak

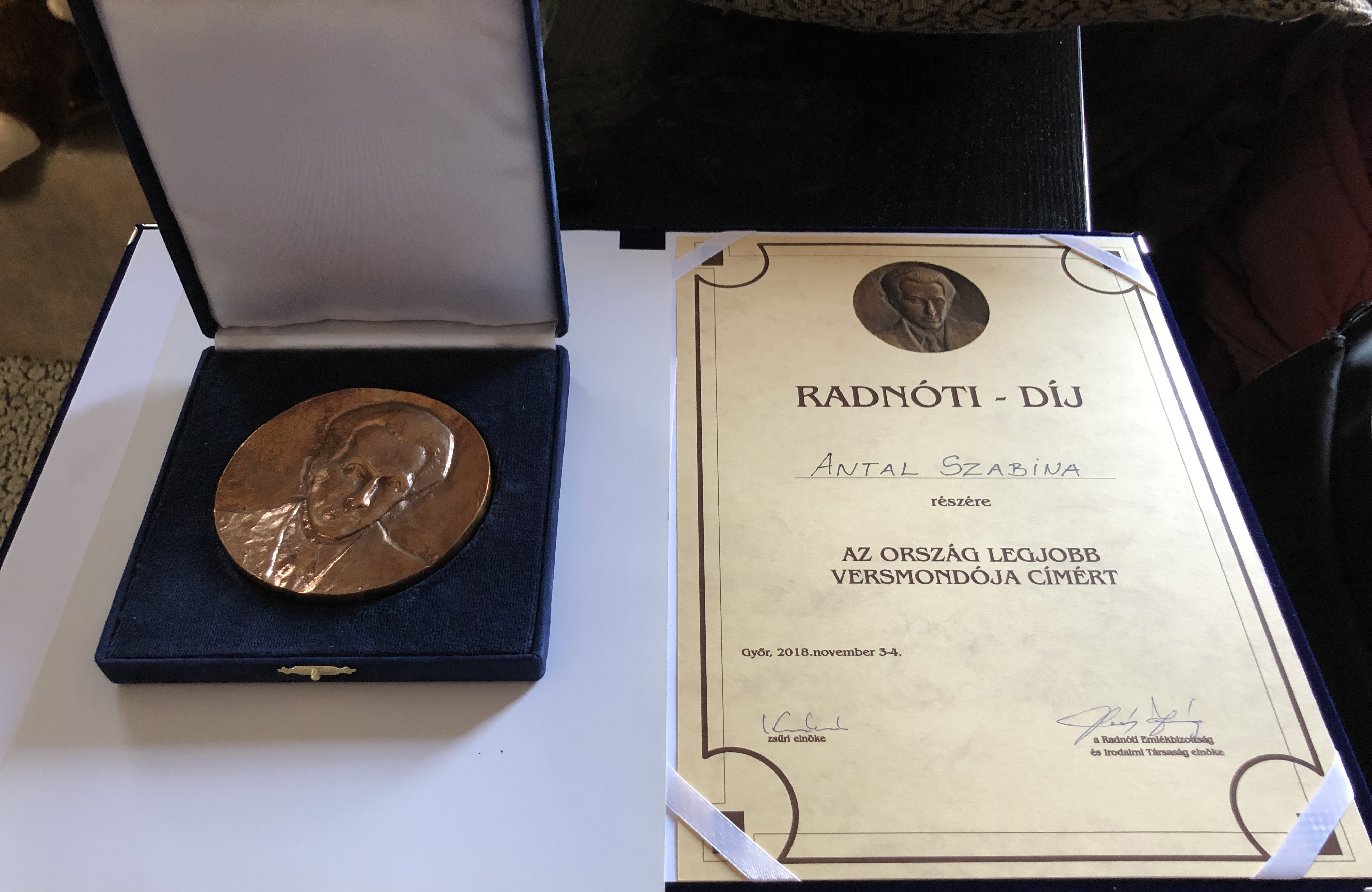
Az ország legjobb versmondója cím

- 2018. november 3-4. Győr Radnóti - Díj "Az ország legjobb versmondója" címet nyerte el